# 科什雷勒
科什雷勒（法語：Cocherel，法語發音：[kɔʃʁɛl] ⓘ）是法国塞纳-马恩省的一个市镇，属于莫城区。

## 地理
科什雷勒（49°1'12"N, 3°6'11"E）面积8.27 平方千米，位于法国法蘭西島大區塞纳-马恩省，该省份为法国北部内陆省份，北起瓦兹省，西接埃松省、马恩河谷省、塞纳-圣但尼省和瓦兹河谷省，南至卢瓦雷省，东南接约讷省，东临马恩省和奥布省，东北接埃纳省。
与科什雷勒接壤的市镇（或旧市镇、城区）包括：奥凯尔、唐克鲁、沙米尼、迪西。

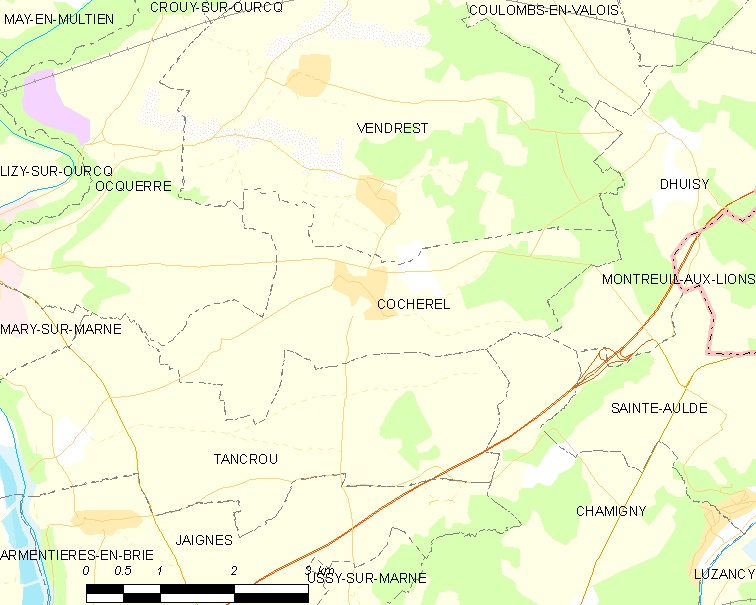
科什雷勒的OSM定位图

科什雷勒的时区为UTC+01:00、UTC+02:00（夏令时）。

## 行政
科什雷勒的邮政编码为77440，INSEE市镇编码为77120。

## 政治
科什雷勒所属的省级选区为拉费泰苏茹阿尔县。

## 人口

1962-2008年间科什雷勒人口变化图示

科什雷勒于2022年1月1日时的人口数量为619人。